# Don Simpson
Donald „Don“ Clarence Simpson (* 29. Oktober 1943 in Seattle, Washington; † 19. Januar 1996 in Los Angeles, Kalifornien) war ein US-amerikanischer Filmproduzent.
Gemeinsam mit Jerry Bruckheimer produzierte er Filme wie Flashdance, Beverly Hills Cop, Top Gun, Bad Boys und The Rock. Die vom Produktionsunternehmen Don Simpson/Jerry Bruckheimer Films produzierten Filme erwirtschafteten bis 1997 Umsätze von mehr als 3 Milliarden US-Dollar.

## Leben
Simpson wurde 1943 im Swedish Hospital in Seattle als Sohn des Boeing-Mechanikers Russell J. Simpson und der Hausfrau June Hazel Clark Simpson geboren. Zwei Jahre später zog die Familie nach Anchorage in Alaska um, wo Simpson aufwuchs. Dort wurde auch sein jüngerer Bruder Lary geboren. Die Eltern waren strenggläubige Baptisten und besuchten mehrmals pro Woche den Gottesdienst.
Simpson studierte später an der Universität von Oregon, wo er ein Mitglied der Verbindung Phi Delta Theta wurde. Ende der 1960er Jahre ging er nach San Francisco, wo er unter anderem für eine Werbeagentur in der Unterhaltungsbranche tätig war und die Publicity-Arbeit für ein Erotik-Filmfestival übernahm. Später arbeitete Simpson dort für die Werbeagentur Jack Wodell & Associates, bevor er seine Karriere in Hollywood 1972 in der Marketingabteilung von Warner Bros. begann. Dort wurde er jedoch schon kurz darauf wieder entlassen und ging dann für drei Jahre keiner geregelten Arbeit nach.
Er sprach erfolglos für Schauspielrollen vor und versuchte sich in dieser Zeit als Drehbuchautor. 1975 arbeitete Simpson gemeinsam mit Regisseur Floyd Mutrux am Drehbuch zum Film Zwei in Blue Jeans, erhielt jedoch keinen Writing Credit. Gemeinsam mit Paul Bartel schrieb er das Drehbuch zum Actionfilm Cannonball, der 1976 von Bartel verfilmt wurde. Simpson übernahm im Film eine kleine Nebenrolle als stellvertretender Staatsanwalt.
1975 wurde er bei Paramount Pictures eingestellt, wo er 1981 unter Barry Diller zum President of Worldwide Production befördert wurde. Simpson gehörte wie Michael Eisner, Jeffrey Katzenberg und Dawn Steel zur später von der Presse als „Killer Dillers“ bezeichneten Gruppe aufstrebender Filmmanager, die von Barry Diller protegiert wurden. Simpson, der regelmäßig Alkohol und Drogen konsumierte und sich bei Meetings und Veranstaltungen zunehmend unangemessen verhielt, wurde im Frühjahr 1983 von Barry Diller und Michael Eisner entlassen, nachdem er bei einem Meeting das Bewusstsein verloren hatte.
Diller und Eisner erlaubten Simpson jedoch, als unabhängiger Produzent weiter für Paramount zu arbeiten. Gemeinsam mit Jerry Bruckheimer, den er bereits 1973 auf einem Branchen-Event kennengelernt hatte, produzierte er für Paramount den Tanzfilm Flashdance, der sich trotz negativer Kritiken zu einem Hit entwickelte und bei einem Produktionsbudget von 7 Mio. US-Dollar weltweit 201 Mio. US-Dollar Box Office einspielte. Noch während der Produktion an Flashdance gaben beide die Gründung des Produktionsunternehmens Don Simpson/Jerry Bruckheimer Films bekannt. Während Simpson als eher schriller und streitbarer Verkäufer und Mann der „großen Ideen“ galt, war Bruckheimer der diplomatische und umsichtige Planer, der Simpsons Ideen in die Realität umsetzte. In den nächsten Jahren produzierten Simpson und Bruckheimer für Paramount Pictures Kinohits wie Beverly Hills Cop (1984), Top Gun (1986) und Beverly Hills Cop II (1987). In den Jahren 1985 und 1988 wurden Simpson und Bruckheimer von der National Association of Theatre Owners als Produzenten des Jahres ausgezeichnet.
Im Januar 1990 unterzeichneten Simpson und Bruckheimer einen Fünfjahresvertrag mit Paramount über ein Produktionsbudget von 300 Mio. US-Dollar für fünf Filme. Aber bereits während der Dreharbeiten zu Tony Scotts Motorsportfilm Tage des Donners kam es zum Streit zwischen Paramount und Simpson/Bruckheimer, hauptsächlich wegen der Verzögerungen der Dreharbeiten und des massiv überzogenen Filmproduktionsbudgets. Trotz eher negativer Kritiken spielte der Film weltweit 158 Mio. US-Dollar ein und war damit bei einem Budget von 60 Mio. US-Dollar durchaus ein finanzieller Erfolg, wenn auch nicht auf vergleichbarem Niveau wie frühere Simpson/Bruckheimer-Produktionen. Simpson und Bruckheimer lehnten eine von Paramount geforderte Teilrückzahlung ihres Produzentenvorschusses für den Film ab. Danach endete ihre Produktionsarbeit für Paramount.
Simpson und Bruckheimer gaben im Januar 1991 einen nicht-exklusiven Produktions-Vertrag mit Disney bekannt. Ihr erster Film für das Studio, die Kriminalkomödie No Panic – Gute Geiseln sind selten, kam erst 1994 ins Kino und spielte weltweit lediglich 11 Mio. US-Dollar ein. Im Jahr darauf jedoch gelangen den beiden Produzenten mit den Filmen Crimson Tide – In tiefster Gefahr, Bad Boys – Harte Jungs und Dangerous Minds – Wilde Gedanken jedoch gleich drei Box-Office-Erfolge. Zuletzt arbeitete Simpson am Actionfilm The Rock – Fels der Entscheidung.
Ende des Jahres 1995 zerbrach wegen Simpsons zunehmender Probleme mit seiner Drogensucht die langjährige Produktions-Partnerschaft mit Jerry Bruckheimer. Die Trennung der beiden Produzenten wurde offiziell am 20. Dezember 1995 bekannt gegeben. Die von Don Simpson und Jerry Bruckheimer gemeinsam produzierten Filme hatten insgesamt Umsätze von mehr als 3 Milliarden US-Dollar erwirtschaftet.
Don Simpson starb nur wenige Wochen darauf am 19. Januar 1996 im Alter von 52 Jahren in seinem Haus in Bel Air. Die Todesursache war ein Herzinfarkt in Verbindung mit einer Überdosierung verschiedener Drogen und verschreibungspflichtiger Medikamente. Simpsons letzte Filmproduktion The Rock – Fels der Entscheidung (1996) ist ihm gewidmet. Jerry Bruckheimer nutzte das Logo von Don Simpson/Jerry Bruckheimer Films später für die beiden Filme Bad Boys for Life (2020) und Top Gun: Maverick (2022).
Aus Simpsons On-Off-Beziehung zu Victoria Fulton Vicuna ging 1992 eine Tochter hervor, die Simpson jedoch nie offiziell anerkannte und auch nicht finanziell unterstützte. Die Tochter starb im April 2015 im Alter von 23 Jahren nach einem Unfall.

## Filmografie (Auswahl)
- 1983: Flashdance
- 1984: Nachts werden Träume wahr (Thief of Hearts)
- 1984: Beverly Hills Cop – Ich lös’ den Fall auf jeden Fall (Beverly Hills Cop)
- 1986: Top Gun – Sie fürchten weder Tod noch Teufel (Top Gun)
- 1987: Beverly Hills Cop II
- 1990: Tage des Donners (Days of Thunder)
- 1994: No Panic – Gute Geiseln sind selten (The Ref; Executive Producer)
- 1995: Crimson Tide – In tiefster Gefahr (Crimson Tide)
- 1995: Bad Boys – Harte Jungs (Bad Boys)
- 1995: Dangerous Minds – Wilde Gedanken (Dangerous Minds)
- 1996: The Rock – Fels der Entscheidung (The Rock)